# Hans-Jürgen Riediger
Hans-Jürgen Riediger (Finsterwalde, 20 dicembre 1955) è un ex calciatore tedesco orientale, dal 1990 tedesco, che giocava nei ruoli di centrocampista e attaccante.

## Carriera

### Club
Dopo aver iniziato a giocare a calcio con il Motor Finsterwalde Süd, passò a 14 anni alla Dinamo Berlino con cui fece il suo debutto in DDR-Oberliga il 22 agosto 1973 contro l'Hansa Rostock. Grazie alle sue numerose marcature, contribuì sensibilmente alla vittoria dei primi cinque campionati da parte della Dinamo Berlino, anche se non vinse mai il titolo di capocannoniere dell'Oberliga.
Alla sua ultima stagione in Oberliga, il calciatore stava giocando a ritmi impressionanti (16 gol in 15 partite), ma a causa di un gravissimo infortunio al ginocchio dovette finire anzitempo la stagione e soprattutto la carriera.
In seguito allenò squadre di bassa divisione come il TSG Fredersdorf e l'Einheit Königswusterhausen. Anche il figlio Marcel fa il calciatore.

### Nazionale
Con la Germania Est vanta 41 presenze (di cui due non ufficiali) impreziosite da sei reti. Debuttò il 26 marzo 1975 a Berlino Est in un'amichevole contro la Bulgaria (0-0) e giocò la sua ultima partita il 13 ottobre 1982 a Glasgow in una partita valida per le qualificazioni a Francia 1984 contro la Scozia (0-2).
Sempre con la Nazionale, vinse l'oro olimpico alle olimpiadi di Montréal 1976.
Complice la giovane età non partecipa ai Mondiali in Germania Ovest del 1974 e complice la mancata qualificazione (per un punto a favore dell'Austria) per i successivi del 1978 in Argentina, l'unica manifestazione internazionale a cui Riediger partecipa sono i XXI Giochi Olimpici di Montréal 1976. Se non fosse per il difensore Gerd Weber (poco più che ventenne) sarebbe il più giovane giocatore selezionato da Georg Buschner per l'avventura canadese: Il selezionatore lo fa debuttare da titolare nel match d'esordio a Toronto contro il Brasile: non è una bella partita quella della DDR, il caldo improvviso - quasi trenta gradi - e i giovani brasiliani mettono in crisi la squadra europea e lo zero a zero finale viene pagato proprio da Riediger che non viene riproposto contro la Spagna (vittoria per uno a zero con un gol del libero Doerner).
Nei quarti contro la Francia Riediger compie una piccola prodezza: entra nell'ultimo quarto d'ora in una partita ormai abbondantemente vinta (si era sul tre a zero e con i francesi ridotti in nove per due espulsioni contemporanee comminate dall'arbitro italiano Michelotti ) e in meno di un minuto realizza la quarta rete della DDR!
Ciò non basta per farlo giocare nemmeno un minuto nella semifinale contro l'Unione Sovietica ma, per la finale, succede...l'imprevedibile. Buschner deve rinunciare a Gerd Heidler - fino ad allora titolare inamovibile - squalificato per doppia ammonizione e dà fiducia a Riediger quale punta fissa in attacco. Sul tre a uno, all'86', lo sostituirà per far fare "passerella" ad un grande big come Bernd Bransch alla sua ultima presenza in Nazionale.

## Palmarès

### Club
- DDR-Oberliga: 5

1979, 1980, 1981, 1982, 1983

### Nazionale
- Oro olimpico: 1

Montréal 1976